# Quadrangle Kuiper
El quadrangle Kuiper és un dels 15 quadrangles definits del reticulat cartogràfic adoptat de la Unió Astronòmica Internacional per Mercuri. Comprèn la part de la superfície de Mercuri entre els 25° S - 25° N de latitud i entre els 0° - 72° longitud O i és identificat amb el codi H-6.
El cràter Kuiper és l'estructura geològica present al seu interior triada com a epònim pel mateix quadrangle. Aquesta denominació ha estat adoptada el 1976, després que la missió Mariner 10 disposara de les primeres imatges de la superfície de Mercuri. Abans s'anomenava quadrangle Tricrena, nom de la característica d'albedo Tricrena que havia estat històricament identificada en aquesta zona de la superfície.
Durant els tres sobrevols planetaris de Mercuri es va obtenir un cartografia parcial de la seva superfície. Després de la missió MESSENGER es va poder completar el mapa i millorar el detall de la part ja coneguda.
La regió és caracteritzada d'una superfície molt accidentada pels nombrosos cràters, entre els qui destaca el cràter Kuiper per la seva elevada albedo i el cràter Hun Kal usat com referència per definir el meridià a 20° de longitud.